# 웡 에이다
웡 에이다(Wong Ada, 2001년 6월 23일 ~)는 대한민국의 카라테선수다.

## 방송
- K팝스타 4 - Top18(14위)